# Донна Гартлі
Донна Гартлі (англ. Donna Murray-Hartley, нар. 1 травня 1955, Саутгемптон, Англія — пом. 7 червня 2013, Йоркшир, Англія) — британська легкоатлетка, олімпійська медалістка.

## Виступи на Олімпіадах
| Олімпіада     | Дисципліна              | Місце     |
| ------------- | ----------------------- | --------- |
| Мюнхен 1972   | біг на 200 метрів       | 8 h2 r3/4 |
| Монреаль 1976 | біг на 400 метрів       | 5 h4 r2/4 |
| Монреаль 1976 | естафета 4 x 400 метрів | 7         |
| Москва 1980   | естафета 4 x 400 метрів | 3         |